# 삼성 SGH-X200
SGH-X200은 삼성의 휴대 전화이다. 이 전화기는 카메라와 음악과 같은 고급 기능보다는 작고 가벼운 것에 중점을 둔다.
이 전화기는 PC와의 동기화를 위한 2.5 mm 헤드셋 잭 및 적외선 포트를 갖추고 있다.
전화기 하단의 사유 포트는 장치 충전에 사용되며 직렬 케이블을 통해 컴퓨터에 연결할 수도 있다.